# Idiocerus musteus
Idiocerus musteus är en insektsart som beskrevs av Ball 1902. Idiocerus musteus ingår i släktet Idiocerus och familjen dvärgstritar. Utöver nominatformen finns också underarten I. m. arsiniatus.